# Викстрём, Урсула
Кри́ста У́рсула Ви́кстрём (швед. Krista Ursula Wikström в девичестве — Ту́утти фин. Tuutti; род. 3 июля 1980, Эспоо, Финляндия) — финская профессиональная гольфистка; член сборной Финляндии на летних Олимпийских играх 2016 года.